# Panki aus Pankanien
Panki aus Pankanien ist eine deutsche Hörspielserie für Kinder, die unter dem ehemaligen Plattenlabel CBS (heute Columbia Records) in den 1980er- und den frühen 1990er-Jahren vertrieben wurde.
Erdacht wurde die Figur Panki von Doris Schreier, die diese für Gutenachtgeschichten ihrer Kinder einsetzte. Auf diese Weise sammelten sich Erzählungen, die sie zusammen mit ihrem Ehemann Fred Schreier zu einer Gesamtidee ausbauten, um diese in Form von Hörspielen zu vermarkten.
Ob Panki auch bildlich von Doris und Fred Schreier erdacht wurde, ist unbelegt. Bekannt ist aber, dass André Roche viele Illustrationen zu Panki gemacht hatte. 2006 haben Doris und Fred Schreier die Lizenz zurückerworben und die Hörspiele werden wieder veröffentlicht; der Vertrieb wird von dem eigens gegründeten Tinus Verlag übernommen.

## Charaktere
Panki
Panki ist ein kleines außerirdisches Wesen mit brauner Haut, blonden, mit drei farbigen Strähnen versehenen Haaren und zwei Fühlern, das mit einem blauen Schlafanzug-ähnlichen Raumanzug mit Sternen, weißen Schuhen und weißen Handschuhen bekleidet ist. Es kommt von dem Planeten Pankanien (ein Kunstwort, abgeleitet aus Punk und Kastanien). Am liebsten isst Panki Kastanien, wahrscheinlich das Grundnahrungsmittel der Pankanier.
Pankis Stimme klingt hoch verzerrt und erweckt den Eindruck eines Kindes. Nebenbei spricht er immer in Reimen und ist sehr hilfsbereit. Ab und an scheint er etwas unbedarft. Aus dem Willen, Gutes zu tun, passiert ihm hin und wieder ein Missgeschick.
Tinus, Ulli und Raffi
Drei menschliche Kinder Raffi Radieschen, Tinus Tintenfisch und Ulli Ungeschick, die Panki nach seinem Absturz auf die Erde kennenlernt und mit denen er Freundschaft schließt. Bei Problemen reiben sie an einer Kastanie, die sie von Panki geschenkt bekommen haben, und schon eilt Panki ihnen zu Hilfe. Auch umgekehrt erweisen sich die Drei als sehr hilfsbereit. Zusammen erleben sie spannende Abenteuer.
Panko und Pankinchen
Sie sind die Geschwister von Panki, die bei manchen Folgen mitwirkten.

## Hörspielfolgen
1. Ufos, Gauner und Kastanien
2. Goldpiraten auf Schloß Castletown
3. Die Lachmaschine
4. Die Riesen Rumpelda
5. Zirkus Larifari
6. Der Schatz des Schwarzen Piraten
7. Aus Donnerdosen blühen Rosen
8. Das Römische Wagenrennen
9. Abenteuer im Phantasialand
10. Wilddiebe in Afrika
11. Das Auge der Sphinx
12. Die versteinerten Puppen
13. Kodi das Krokodil
14. Die Fahrraddiebe
15. Der verrückte Herr Öchsli
16. Panki ist krank
17. Panki in der Schule
18. Panki hat Geburtstag
19. Abenteuer auf Kryptonien
20. Alarm am Waldsee
21. Der Weihnachtsmann im Schlummerland